# Marián Labuda
Marián Labuda (28 de octubre de 1944 – 5 de enero de 2018) fue un actor eslovaco.
Nació en Hontianske Nemce. En 1964 se graduó en la Academia de las Artes Escénicas en Bratislava. Se convirtió en miembro del Teatro nacional Eslovaco en Bratislava. En 1967 se trasladó al teatro Divadlo na Korze de la misma ciudad. Tras su cierre en 1971 se incorporó a Nová scéna en Bratislava.
En 1990 regresó al Teatro nacional Eslovaco. Representó a más de cien personajes en el escenario. También apareció regularmente en películas eslovacas y checas. Como cantante grabó el álbum Silvester 68 con varias personalidades conocidas en Eslovaquia. La canción "Pichni" del álbum fue escrita y cantada por él mismo.
Labuda murió en Bratislava el 5 de enero de 2018, a los 73 años.

## Actuaciones seleccionadas
- 2005 - Tiso en Tiso, Divadlo Aréna
- 2005 - Leon en The Workroom por Jean-Claude Grumberg, Teatro Vinohrady, Praga
- 1968 - Estragon en Esperando a Godot

## Filmografía seleccionada
| Año  | Título                                                        | Papel             |
| ---- | ------------------------------------------------------------- | ----------------- |
| 1966 | Before This Night Is Over                                     |                   |
| 1976 | Rosy Dreams                                                   | Gerente de planta |
| 1976 | Pacho, the Highhwayman of Hybe                                | Erdödy            |
| 1984 | King Thrushbeard                                              | Director          |
| 1985 | My Sweet Little Village                                       | Karel Pávek       |
| 1988 | Dobří holubi se vracejí                                       |                   |
| 1989 | The End of Old Times                                          | Stoklasa          |
| 1991 | Cita con Venus                                                |                   |
| 1991 | Tajomstvo alchymistu Storitza                                 | Stepark           |
| 1994 | Accumulator 1                                                 |                   |
|      | The Life and Extraordinary Adventures of Private Ivan Chonkin | Opalikov          |
| 1995 | Záhrada                                                       | Padre de Jakub    |
| 1997 | On the Beautiful Blue Danube                                  | Výťahár           |
| 1997 | Orbis Pictus                                                  | Emil              |
| 1997 | Lotrando a Zubejda                                            |                   |
| 1999 | All My Loved Ones                                             |                   |
| 2000 | Landscape                                                     | Kusalik           |
| 2006 | Yo serví al rey de Inglaterra                                 |                   |
| 2007 | Roming                                                        | Roman             |
| 2008 | Taková normální rodinka                                       |                   |
| 2016 | Angel of the Lord 2                                           |                   |